# 万国教堂
万国教堂（希伯來語：כנסיית כל העמים），又名山园祈祷大殿（Basilica of the Agony），是一座天主教教堂，其位于耶路撒冷城东部的橄榄山、毗邻客西马尼园。耶稣被捕前曾于此地祷告（马可福音 14:32–42），內部也有供奉當初耶穌禱告時所坐的石頭。
教堂外觀上方的馬賽克鑲嵌畫中間紅衣服的是耶穌，而他張開雙臂代表著在最後七天的生命努力作好上方的主交辦他的事項，而主身上的記號則代表起源或結束都來自於主，兩旁的信眾一邊是相信耶穌會帶給他希望，另一邊則是懷疑他的人民，但最終、兩邊都會相信他的。
教堂本身在建築的同時，有發現基底有拜占庭時代遺留下來的遺跡，所以當初建築教堂的設計師保留原遺跡的馬賽克拼貼花式，將教堂完成。
这座教堂建于1919年到1924年，得到许多不同国家的资助（因而得名）。每个国家的标志放置于天花板的玻璃上，每一个都放在一个小圓頂。教堂的前面有一排列柱，教堂为拜占庭风格建筑，有圆顶、粗大的列柱和镶嵌图案。该教堂的建筑师是安东尼奥·巴卢奇。
现存教堂时间在两座古代教堂的基础上－12世纪十字军教堂（1345年废弃）和4世纪的拜占庭教堂（毁于746年地震）。

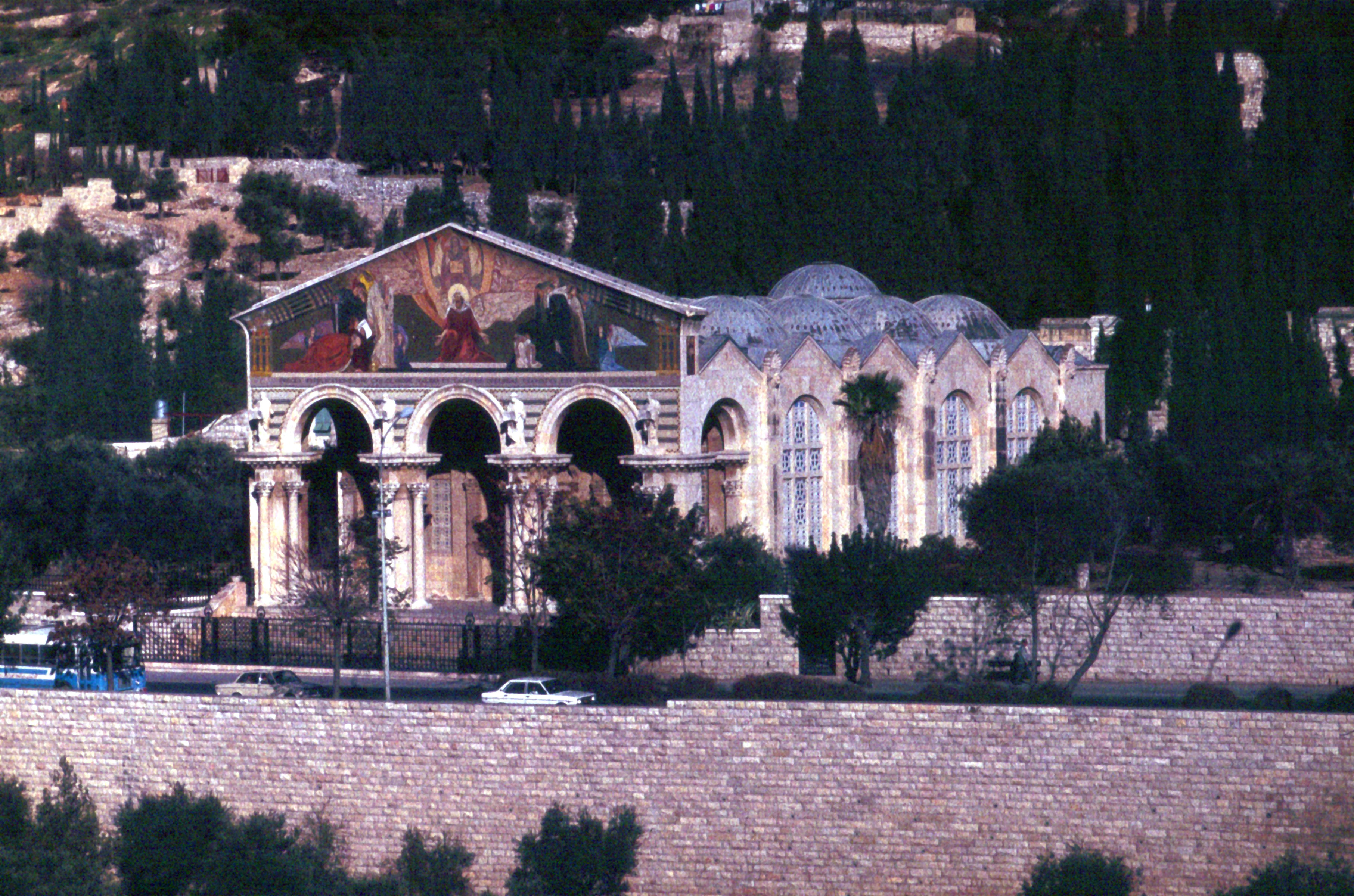
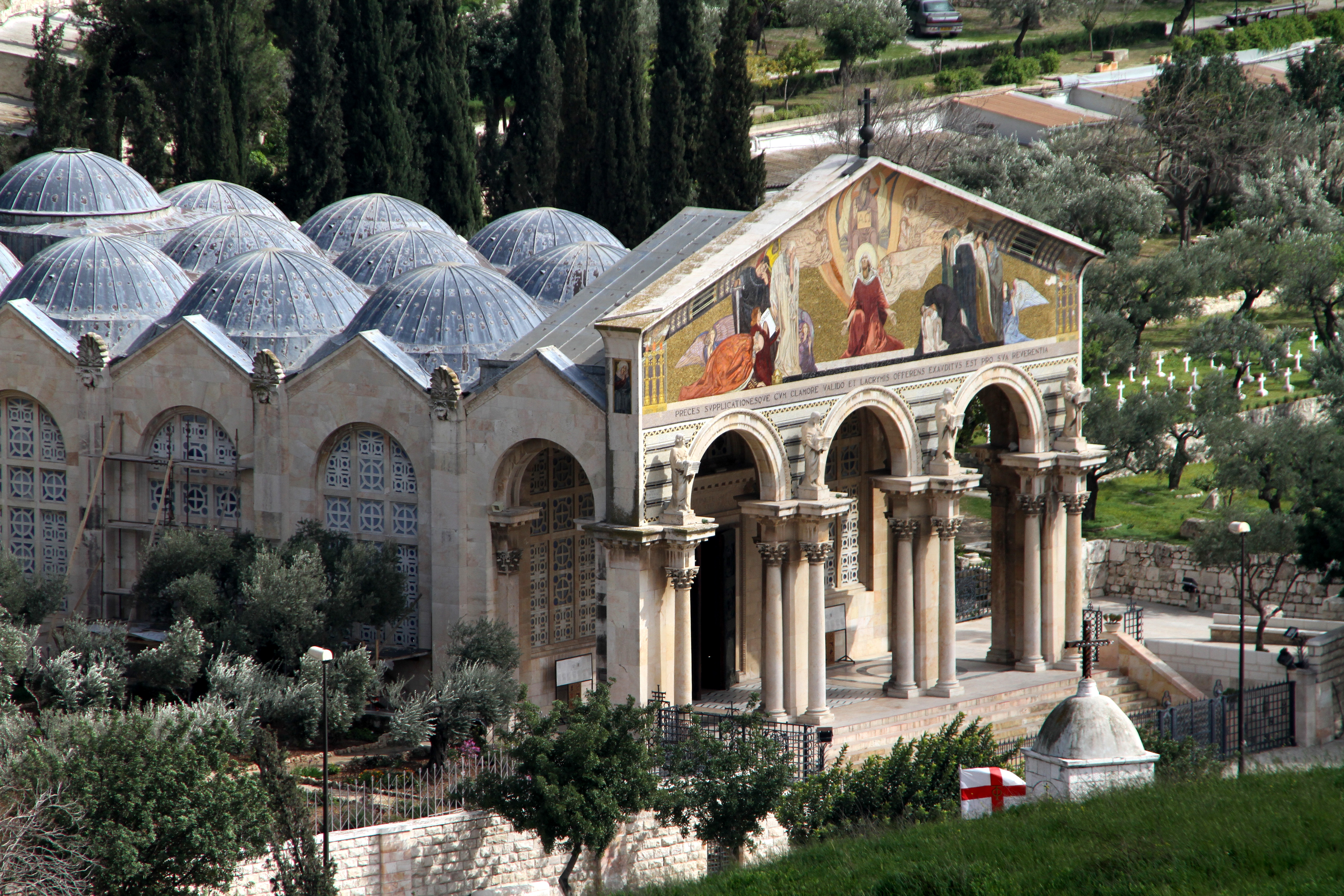
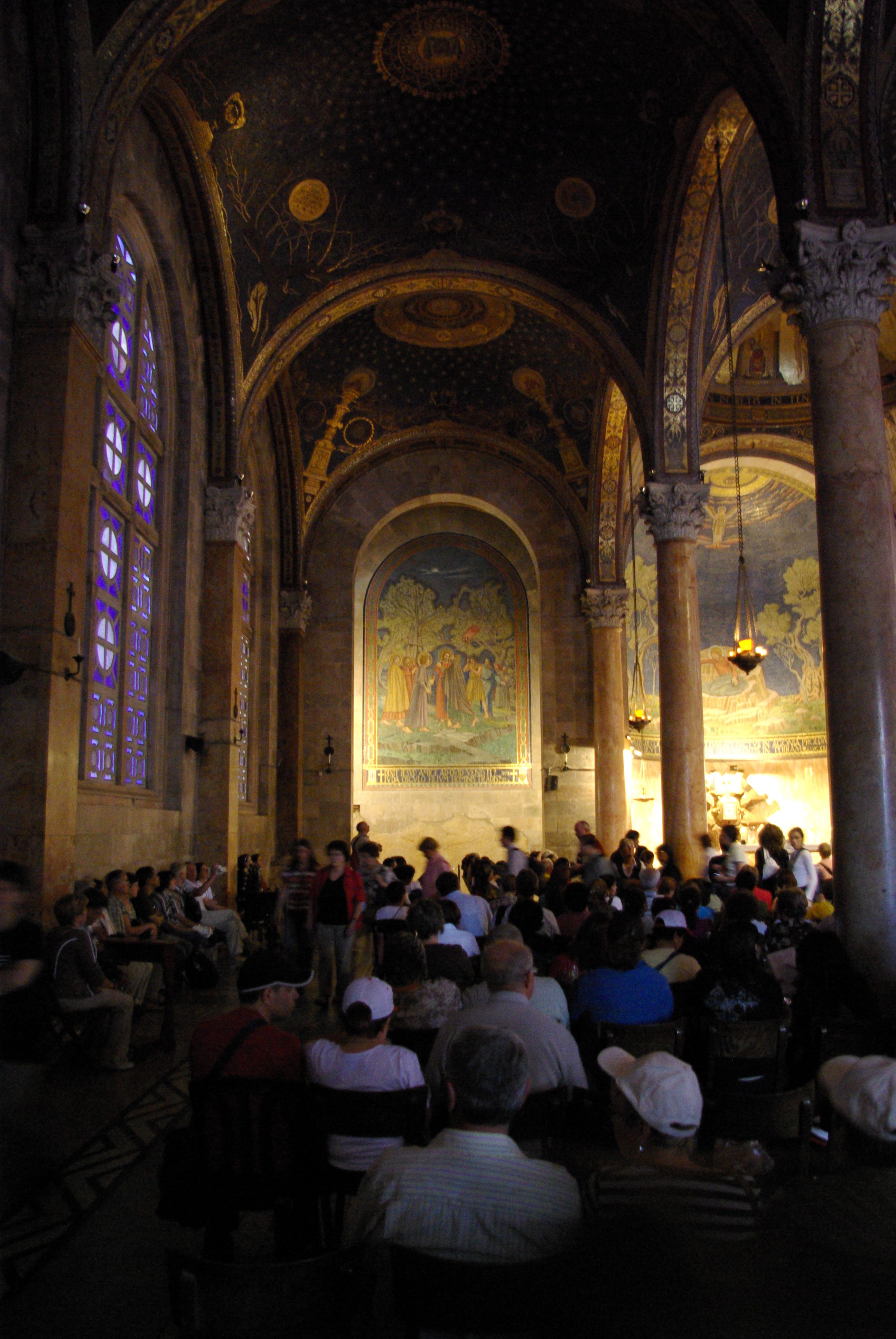
左侧耳堂
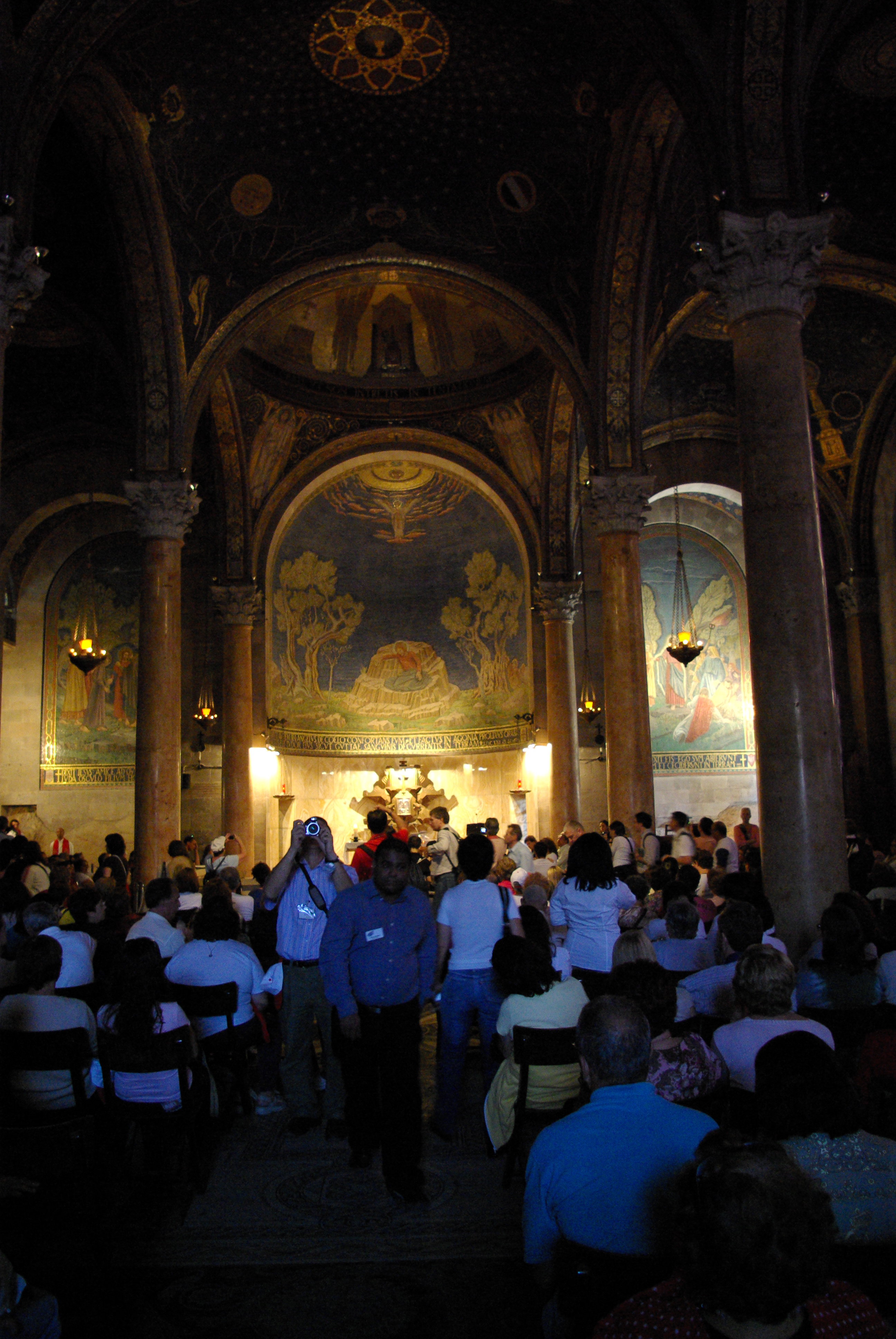
中央耳堂
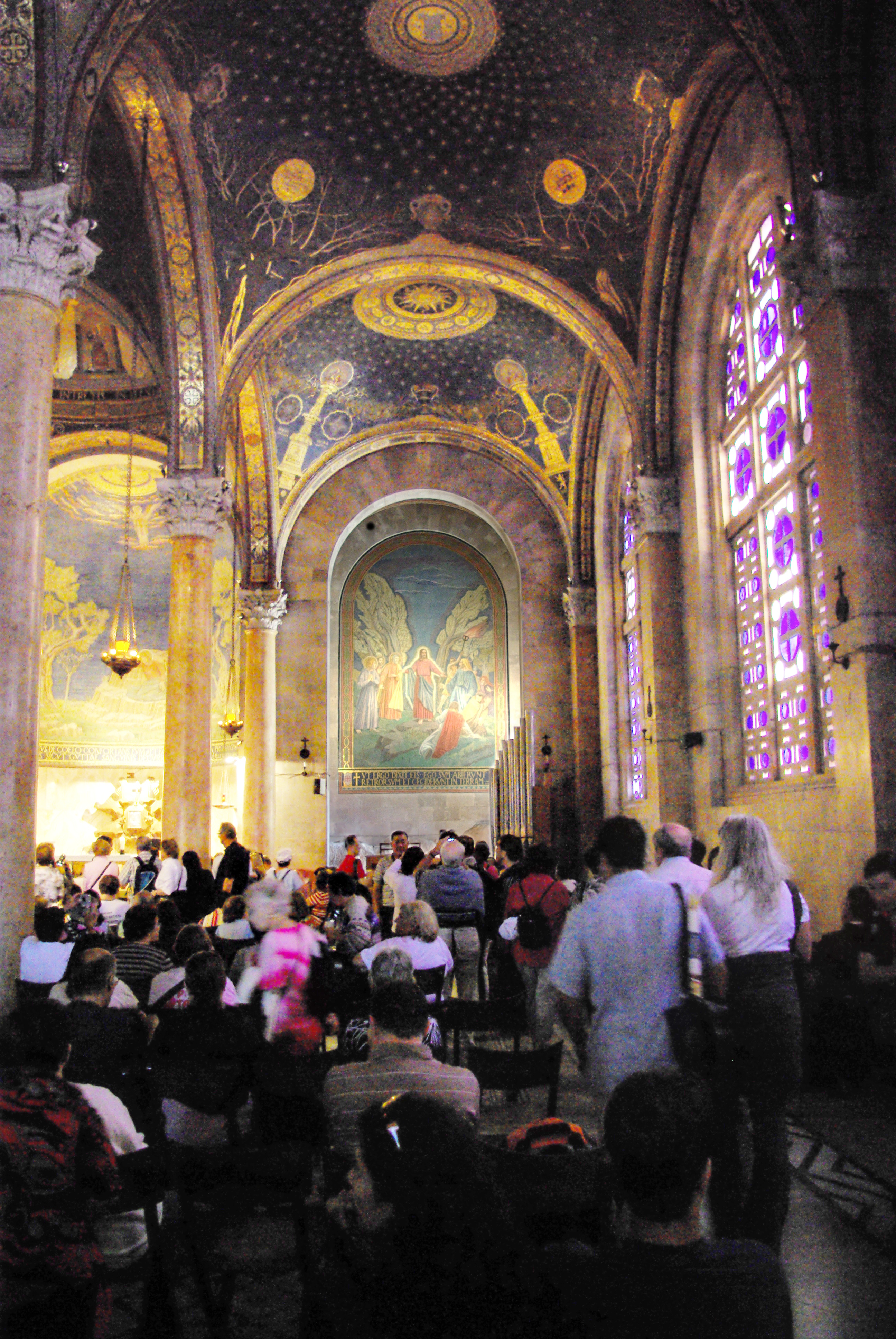
右侧耳堂